# Hans Motzfeldt
Hans Lars Hendrik Motzfeldt (* 17. Oktober 1881 in Saarloq; † 9. Mai 1921 in Paamiut) war ein grönländischer Katechet und Landesrat.

## Leben
Hans Motzfeldt war der Sohn des Katecheten Edvard Frederik Lars Josva Julius Motzfeldt und seiner Frau Antoinette Ingeborg Marie Caritas Chemnitz aus Nanortalik. Seine Mutter war eine Schwester von Jens Chemnitz (1853–1929). Von 1897 bis 1903 wurde er an Grønlands Seminarium ausgebildet. Anschließend war er als Katechet in verschiedenen Orten tätig. Während seiner Zeit in Qeqertarsuatsiaat war er von 1911 bis 1916 Mitglied im ersten südgrönländischen Landesrat. Zuletzt war er Oberkatechet in Paamiut. Er starb bereits 1921 im Alter von 39 Jahren. Sein Sohn Lars Motzfeldt (1908–1987) und sein Schwiegersohn Klaus Lynge (1902–1981) saßen später ebenfalls im Landesrat.